# Assedio di Antiochia (540)
L'Assedio di Antiochia del 540 fu un episodio delle guerre tra Bisanzio e la Persia sasanide. Lo scià di Persia Cosroe I, che in quello stesso anno aveva invaso la Siria, pose assedio alla città di Antiochia e riuscì a prendere la città e a devastarla, deportandone la popolazione in Persia.

## Contesto storico
Nel 532 ebbe termine la guerra iberica tra Bisanzio e la Persia con la stipula della cosiddetta "Pace eterna". Con la cessazione delle ostilità sul fronte orientale, Giustiniano poté così concentrare le proprie risorse nella riconquista dell'Africa ai Vandali e dell'Italia agli Ostrogoti. Tuttavia, poco prima del 540, le tensioni con la Persia crebbero. Cosroe denunciò il mancato rispetto dei termini della pace accusando Giustiniano di aver istigato gli Unni a invadere la Persia e di aver cercato di subornare il capo lakhmide Alamundaro, vassallo dei Sasanidi, affinché passasse dalla parte dell'Impero bizantino. Inoltre intorno al 539 Cosroe ricevette ambascerie dagli Ostrogoti e dagli Armeni, all'epoca entrambi in guerra con l'Impero, che lo istigarono a riprendere le ostilità contro Bisanzio.
Nel 540 Cosroe, sulla base di questi motivi, ruppe la pace eterna invadendo la Siria e assediando ed espugnando Sura. Nel frattempo l'Imperatore inviò in Oriente suo cugino Germano con un esercito di 300 uomini; questi, giunto ad Antiochia, esaminò le fortificazioni della città e notò che vi era una parte delle mura, nella zona Orocasias, che era facilmente assaltabile dal nemico a causa della presenza di una roccia un poco meno alta delle stesse fortificazioni; Germano intendeva prendere delle contromisure per impedire ai Persiani di avvalersi della roccia, ad esempio suggerendo di scavare un canale lungo le mura oppure di costruire sulla roccia una torre e di connetterla alle mura cittadine, ma gli ingegneri gli fecero notare che i lavori avrebbero richiesto troppo tempo e che probabilmente i Persiani avrebbero attaccato la città prima del loro completamento.
Poiché non arrivavano rinforzi dall'Imperatore e la città rischiava di essere assediata da Cosroe, gli antiocheni presero la decisione di versare un tributo allo scià di Persia per spingerlo al ritiro. Inviarono a tal fine il vescovo di Beroea Megas che riuscì a ottenere da Cosroe I la promessa che si sarebbe ritirato in cambio di dieci centenaria d'oro. Megas tentò di convincere gli abitanti di Antiochia a versare i dieci centenaria a Cosroe ma per l'opposizione di Giuliano, un segretario di Giustiniano inviato dall'imperatore come ambasciatore a Cosroe e presente in quel momento in città, ciò non fu possibile. Nel frattempo il patriarca di Antiochia, temendo l'attacco persiano, decise di rifugiarsi in Cilicia e lo stesso fece Germano, che portò con sé alcuni dei suoi uomini ma lasciò gran parte di essi in città.

## Assedio
Nel giugno del 540 Cosroe si diresse verso Antiochia. Quando la notizia arrivò agli Antiocheni, parte della popolazione cercò riparo altrove mentre altri rimasero in città, rassicurati dai duci del Libano Teoctisto e Molatze, arrivati ad Antiochia con 6 000 uomini per difenderla dai Persiani.
Nel frattempo Cosroe, arrivato in prossimità della città accampandosi nelle vicinanze del fiume Oronte, inviò il suo interprete Paolo per comunicare agli Antiocheni che si sarebbe ritirato in cambio di dieci centenaria d'oro. Tuttavia l'indomani il popolo d'Antiochia lanciò dalle mura della città pesanti insulti indirizzati a Cosroe, e inoltre per poco non uccisero Paolo quando li esortò di nuovo a pagare quella cifra. Furente per questi affronti, Cosroe assaltò le mura.
Cosroe assaltò l'altura dove le fortificazioni erano più vulnerabili a causa della presenza della suddetta roccia. I Bizantini, legando insieme lunghe travi, le sospesero fra le torri, e in questo modo resero gli spazi molto più ampi, per far sì che ancora più uomini potessero fronteggiare gli aggressori da là. Cosicché per molto tempo i Bizantini riuscirono a tener testa all'esercito sasanide. Ma la rottura delle funi che tenevano sospese le travi, e il fracasso provocato dalla caduta di esse, fecero credere ai romano-orientali che combattevano sulle altre torri che le mura in quel tratto fossero state distrutte, e perciò si ritirarono precipitosamente cercando di fuggire da Antiochia.
Solo i giovani antiocheni aderenti alle fazioni dell'ippodromo decisero di proseguire la difesa della loro città, mentre i soldati con Teoctisto e Molatze fuggirono a cavallo verso le porte, raccontando agli altri il racconto infondato che il generale Buze stesse per arrivare con rinforzi e che non stessero fuggendo ma intendessero riceverlo in città e con i nuovi rinforzi respingere il nemico. Anche una considerevole parte della popolazione, colta dal panico, si diresse precipitosamente verso le porte ma a causa degli spazi molto stretti furono travolti dai soldati a cavallo e uccisi, soprattutto in prossimità delle porte. I soldati con parte della popolazione fuggirono passando per la porta che conduce a Dafne, sobborgo di Antiochia; si trattava dell'unica porta che i Persiani avevano deciso di non bloccare.
I Persiani nel frattempo avevano scalato le mura ma esitavano a scendere nel timore di eventuali imboscate. Solo quando si furono accertati che tutti i soldati bizantini avevano abbandonato la città, i Persiani decisero di scendere ma furono affrontati dai giovani antiocheni che, nonostante solo una minoranza di essi disponesse di un'armatura e vere armi mentre la maggioranza combatteva lanciando pietre, opposero una vigorosa resistenza al nemico mettendolo in serie difficoltà. In ogni caso, quando Cosroe mandò avanti gran parte delle sue truppe più valorose, i Persiani ebbero la meglio stroncando ogni resistenza e massacrando buona parte della popolazione. Procopio narra la storia di due donne illustri antiochene che, pur di non cadere nelle mani dei Persiani e di subire violenze da essi, preferirono coprirsi i volti con il velo e gettarsi nel fiume Oronte, trovando così la morte.

## Conseguenze
Cosroe ordinò all'esercito di catturare e di ridurre in schiavitù gli antiocheni superstiti, e di saccheggiare tutte le loro proprietà, per poi dirigersi con gli ambasciatori nella chiesa cittadina dove trovò grandi quantità di oro e d'argento che depredò insieme ai marmi pregiati che intendeva portare in Persia. Una volta terminato il saccheggio, lo scià persiano ordinò ai soldati di incendiare la città. L'ordine fu eseguito e solo la chiesa cittadina fu risparmiata per insistenze degli ambasciatori che avevano implorato il sovrano sasanide di risparmiare almeno quella. Tuttavia, anche diversi edifici del quartiere periferico di Cerataeum non furono raggiunti dalle fiamme, essendo separati dal resto della città, e si salvarono dalla distruzione. I Persiani incendiarono anche le parti al di fuori delle mura, eccetto il santuario di S. Giuliano e le abitazioni nelle vicinanze ma non demolirono o danneggiarono le fortificazioni.
Al ritorno in Persia Cosroe fece edificare in Assiria una nuova città, Antiochia di Cosroe, insediandovi gli antiocheni fatti prigionieri che divennero sudditi del monarca persiano. La nuova città, edificata in un sito a un giorno di marcia dalla capitale persiana Ctesifonte, fu munita di terme e di un ippodromo. Secondo alcune fonti il nome della città era Veh Antioch-Khusro che significa "meglio di Antiochia l'ha costruita Cosroe".